# مجلس عالی اتحاد
مجلس عالی اتحاد(عربی: المجلس الأعلی للاتحاد) بالاترین اقتدار بر اساس قانون اساسی در امارات متحده عربی است که عالی‌ترین نهاد قانونگذاری و اجرایی این کشور است. این مجلس سیاست‌های کلی را تعیین و قوانین فدرال را تأیید می‌کند. این اولین مقام فدرال از نظر رتبه‌بندی در سلسله مراتب پنج مقام فدرال مقرر در قانون اساسی است: مجلس عالی اتحاد ، رئیس فدرال و معاون رئیس فدرال، کابینه فدرال، شورای ملی اتحاد، قوه قضاییه فدرال.

## اعضای کنونی
مجلس عالی اتحاد متشکل از هر هفت امیر هر یک از امیرنشینها است:
| عضو | عضو                                 | تاریخ عضویت | وضعیت          | عنوان                 | امارت        |
| --- | ----------------------------------- | ----------- | -------------- | --------------------- | ------------ |
|     | محمد بن زاید آل نهیان               | ۲۰۲۲        | امیر ابوظبی    | رئیس                  | امارت ابوظبی |
|     | محمد بن راشد آل مکتوم               | ۲۰۰۶        | امیر دبی       | نخست وزیر، معاون رئیس | دبی          |
|     | سلطان بن محمد القاسمی               | ۱۹۷۲        | امیر شارجه     | عضو مجلس ملی اتحاد    | شارجه        |
|     | حمید بن راشد النعیمی                | ۱۹۸۱        | امیر عجمان     | عضو مجلس ملی اتحاد    | عجمان        |
|     | Sheikh Hamad bin Mohammed Al Sharqi | ۱۹۷۴        | امیر فجیره     | عضو مجلس ملی اتحاد.   | فجیره        |
|     | Sheikh Saud bin Rashid Al Mu'alla   | ۲۰۰۹        | امیر ام‌القویین | عضو مجلس ملی اتحاد.   | ام‌القوین     |
|     | سعود بن صقر القاسمی                 | ۲۰۱۰        | امیر رأس‌الخیمه | عضو مجلس ملی اتحاد.   | رأس‌الخیمه    |